# Lac Tsimanampetsotsa
Le lac Tsimanampetsotsa est un lac salé de Madagascar situé dans la région d'Atsimo-Andrefana, l'ancienne province de Tuléar.
Il fait partie du Parc national de Tsimanampetsotsa. Les villes le plus proches sont Efoetse et Beheloke.
Le lac Tsimanampetsotsa a été désigné site Ramsar le 25 septembre 1998.